# Druig
Druig es un personaje que aparece en los cómics estadounidenses publicados por Marvel Comics. Apareció por primera vez en The Eternals #11 (mayo de 1977), y fue creado por Jack Kirby. Es miembro de los Eternos, una raza de superhumanos en el Universo Marvel.
Barry Keoghan interpreta a Druig en la película The Eternals (2021), parte del Universo cinematográfico de Marvel.

## Historial de publicaciones
Druig apareció por primera vez en The Eternals # 11 (mayo de 1977), creado por Jack Kirby.
El personaje aparece posteriormente en Eternals #17-19 (noviembre de 1977 a enero de 1978), y Thor Annual #7 (1978). Después de desaparecer por un tiempo, el personaje regresó en Captain Marvel #5 (abril de 1996) y luego reaparece en la miniserie The Eternals escrita por Neil Gaiman, en Eternals vol. 3 #3-4 (noviembre a octubre de 2006) y #6-7 (enero a marzo de 2007).
Druig recibió una entrada en el Manual oficial totalmente nuevo del Universo Marvel de la A a la Z: Actualización n.° 4 (2007).

## Biografía del personaje ficticio
Druig es el hijo de Valkin y primo de Ikaris.
En los tiempos modernos, Druig se desempeñó como agente de la KGB en Rusia y descubrió que disfrutaba torturando a la gente. Cuando Ziran the Tester llegó a través de Polaria, Druig planeó matarlo usando "el Arma", del cual había aprendido al torturar a su primo Ikaris, pero Ikaris lo desintegró antes de que pudiera disparar el Arma.
Su cuerpo fue recuperado por los Celestiales, y puesto en contención eterna en el Anexo de Profanación.

### Eternos (2006)
Mucho más tarde, Druig ahora es vice primer ministro de Vorozheika (un país ficticio al noreste de Chechenia, anteriormente parte de la URSS) y actualmente usa el nombre Ivan Druig. Druig contrata a Sersi para organizar una fiesta en la embajada de Vorozheikan, pidiéndole que invite a invitados adinerados y científicos prominentes. Luego organiza que hombres armados asalten la fiesta, secuestran a los científicos y fabrican una situación de rehenes; sin embargo, sus tropas lo traicionaron y rápidamente perdió el control de la situación.
En este punto, como Mark Curry, los poderes de Druig inexplicablemente "entran". Sin embargo, a diferencia de Mark Curry, inmediatamente obtiene cierto control sobre sus poderes. Ha mostrado una forma limitada de telepatía, lo que le permite ver la memoria más traumática de una persona, y luego inmovilizarla al obligarla a enfrentar esa memoria nuevamente. Sin embargo, no parece poder leer otros recuerdos de la mente de un objetivo. Druig también parece capaz de ocultar su presencia, influyendo en las mentes de los demás para que no lo vean; hasta ahora, los límites de esta habilidad no están claros.
Volviendo a Vorozheika, Druig toma el control de una unidad del ejército y luego reúne rápidamente a todos los jefes del gobierno. Luego tiene a todas las personas involucradas en la traición en la embajada arrastradas ante él y los jefes de gobierno, y les da una opción a los jefes. O matan a un traidor o se suicidan. Después de que un jefe del gobierno intenta matar a Druig, y luego se ve obligado a suicidarse, los otros jefes se vuelven contra los traidores.
Luego se va a buscar a los otros Eternos, y los ayuda a evitar que el Dreaming Celestial destruya la Tierra. Al final de la serie, sigue siendo el gobernante absoluto de Vorozheika. Si bien, de hecho, desprecia a la gente de Vorozheika, viéndolos a todos por debajo de él, con mucho gusto usa su posición para enviar personas en sus servicios de inteligencia para encontrar otros Eternals "no despiertos" antes de Thena e Ikaris, para moldear su mente en su estado debilitado para seguirlo y usar sus fuerzas combinadas para convertirse en el líder de los Eternos.

## Poderes y habilidades
Druig posee las habilidades convencionales de un Eterno; él puede manipular todas las formas de materia y energía, incluidos los átomos de su propio cuerpo. Puede teletransportarse, manipular gravitones para volar, controlar las mentes de los demás y proyectar energía de su cuerpo, generalmente de las manos o los ojos.

## En otros medios

### Televisión
- Druig aparece en Marvel Knights: Eternals, con la voz de Alex Zahara.[5]

### Película
- Druig aparece en la película de Marvel Cinematic Universe The Eternals, interpretado por Barry Keoghan.[6] Esta versión es más heroico que su contraparte del cómic y se implica que está en una relación con Makkari. A pesar de recibir instrucciones de la líder de los Eternos, Ajak, de no abusar de sus poderes, Druig se siente obligado a usar sus poderes para controlar el mundo (viendo la naturaleza guerrera de la humanidad como algo que puede arreglar). Sin embargo, finalmente opta por controlar una pequeña comunidad de pueblos de América del Sur en lugar del mundo. Druig se reunió con los otros Eternos para ayudarlos a derrotar a Tiamut. El grupo sufrió por la muerte de Gilgamesh y la traición de Ikaris y Sprite. Druig y el grupo se unieron para formar la Uni-Mente para evitar el surgimiento de Tiamut. Druig, Makkari y Thena abandonaron el planeta para buscar más Eternos, pero al enterarse de que Sersi, Phastos y Kingo fueron capturados por Arishem, el trío unió fuerzas con Eros y Pip Gofern para rescatarlos.